# Veranico

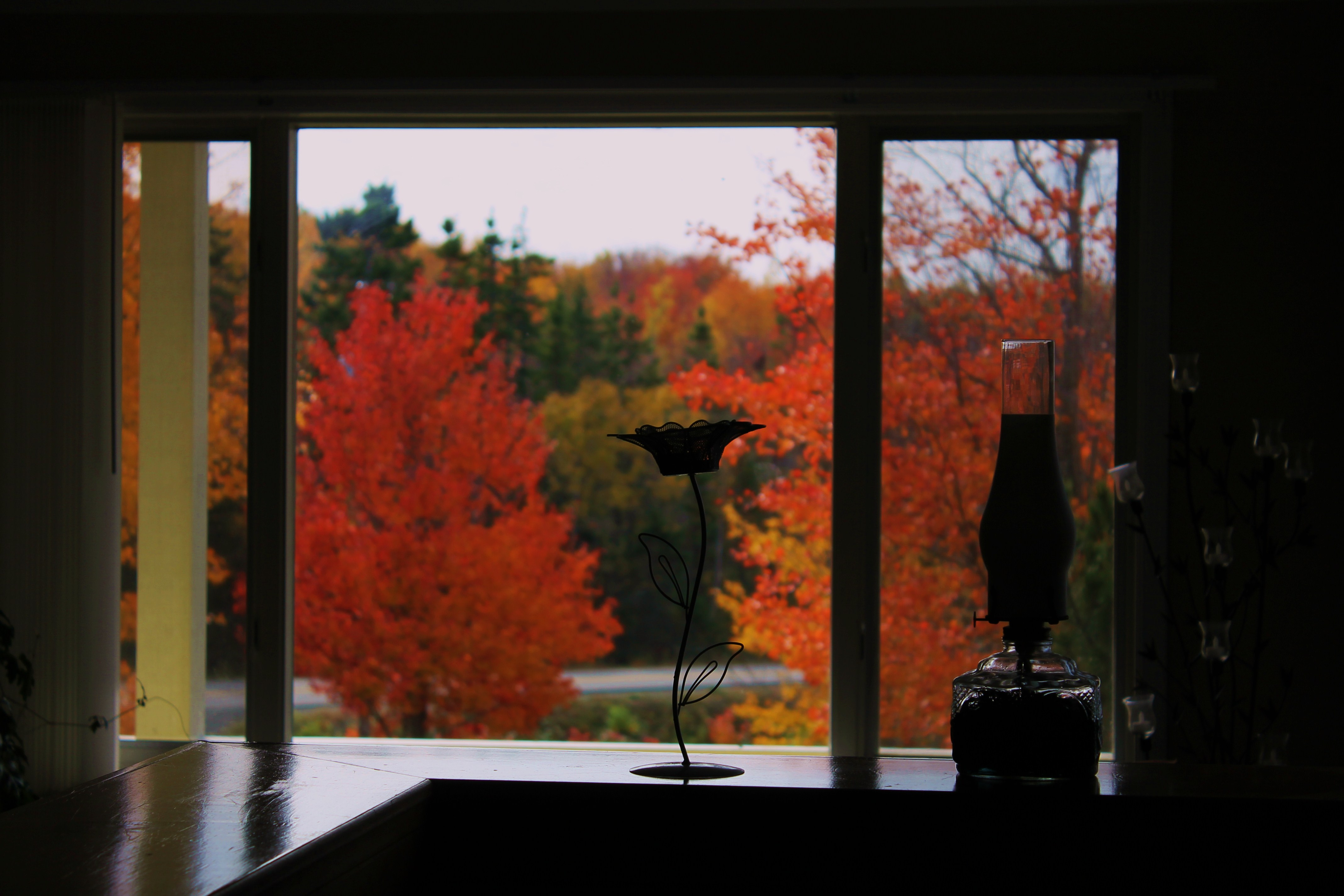
Veranico no Canadá

O veranico ou veranito é um fenômeno meteorológico comum nas regiões meridionais do Brasil. Consiste em período de estiagem, acompanhado por calor intenso (25-35 graus centígrados), forte insolação e baixa umidade relativa em plena estação chuvosa ou em pleno inverno. Sua ocorrência está sempre associada à presença de massas de ar seco e quente, formadas por sistemas de alta pressão atmosférica, cujo movimento de ar subsidente dificulta a formação e desenvolvimento de nuvens.
Quando ocorre após os primeiros dias invernais de abril, no Brasil, é chamado de veranico de maio. Para ser considerado veranico, é necessária uma duração mínima de quatro dias, às vezes prolongada a várias semanas. Alternativamente, o termo "veranico" também pode se referir a um verão ameno, pouco quente.
Nos estados brasileiros de São Paulo e Minas Gerais, o veranico ocorre normalmente em janeiro, em plena estação chuvosa, durando até vinte dias, o que é aproveitado por incendiários, podendo os incêndios afetar seriamente unidades de conservação da natureza, como parques nacionais, e culturas de eucaliptos.
O veranico, especialmente por conta da característica de secura, é altamente prejudicial à agricultura, e sua ocorrência frequente no Rio Grande do Sul, outrora o grande produtor brasileiro de soja, incentivou o deslocamento do cultivo desta planta à região Centro-Oeste do país, com especial destaque a Mato Grosso, onde a precipitação estival é mais regular.[carece de fontes?]
Em Portugal, recebe o nome de verão de São Martinho, ocorrendo por volta de finais de outubro e inícios de novembro, podendo durar até meados de dezembro.

## Etimologia
"Veranico" e "veranito" são diminutivos irregulares de "verão". "Verão de São Martinho" é uma referência ao dia de São Martinho, 11 de novembro.

## Citações na cultura popular
A tradução de "veranico" para a língua inglesa, indian summer, é o título de canção da banda estadunidense de roque The Doors gravada em 1966 e lançada em 1970, no disco Morrison Hotel. Também é o título de um filme estadunidense de 1993, Indian Summer.